# Valgus savioi
Valgus savioi är en skalbaggsart som beskrevs av Maurice Pic 1928. Valgus savioi ingår i släktet Valgus och familjen Cetoniidae. Inga underarter finns listade i Catalogue of Life.